# لويس ساندوفال
لويس ساندوفال (بالإسبانية: Luis Sandoval)‏ هو مصارع هاوي بنمي، ولد في 15 يوليو 1962.

## وصلات خارجية
- لويس ساندوفال على موقع قاعدة بيانات المصارعة الدولية (الإنجليزية)
- لويس ساندوفال على موقع اللجنة الأولمبية الدولية (الإنجليزية)
- لويس ساندوفال على موقع أوليمبيديا (الإنجليزية)